# Tylos maindronii
Tylos maindronii là một loài chân đều trong họ Tylidae. Loài này được Soika miêu tả khoa học năm 1954.